# 巨蜥 (澳洲)
巨蜥（戈安娜，英文俗名：goanna）是巨蜥屬（Varanus）中分佈於澳洲與東南亞的數種蜥蜴的統稱。在澳洲，「goanna」這個詞是用來指稱巨蜥，特別是屬於 Varanus 屬的監督蜥蜴。因此，goanna 是一種巨蜥。據信，「goanna」這個名稱源自「iguana」（鬣蜥）這個詞，因為早期的歐洲移民誤以為牠們是有親緣關係的。 
目前已知約70種巨蜥，其中25種棲息於澳洲。這群多樣化的肉食性爬行動物體型差異極大，並佔據多種生態位。
巨蜥在原住民神話與澳洲民間傳說中佔有重要地位。  
作為掠食性蜥蜴，巨蜥通常體型龐大且具有尖牙利爪。最大的是佩倫提巨蜥（V. giganteus），體長可超過1.5公尺。但並非所有巨蜥都如此巨大，侏儒巨蜥的體型可能比成人手臂還小。最小的短尾巨蜥（V. brevicauda）僅20公分長，以昆蟲和小型囓齒動物為食。  
巨蜥兼具捕食與食腐習性，會獵食任何能吞嚥的小型動物。農民常誤認牠們會攻擊羊隻，但巨蜥更可能是被腐肉吸引。  
多數巨蜥體色深沉，常見灰、棕、黑與綠色，白色亦不罕見。沙漠物種常帶紅黃色調，其保護色從條紋、斑塊到圓點各異，幼體色澤通常比成體鮮豔。  
與多數蜥蜴相同，巨蜥產卵。多數在巢穴產卵，部分物種則產於白蟻塚內，這既能保護卵又能提供孵化後的幼體食物。巨蜥無法像某些蜥蜴那樣再生四肢或尾巴。  

## 詞源
「goanna」一詞源自「iguana」（鬣蜥）。早期澳洲殖民者將巨蜥比擬為南美洲蜥蜴。南非對巨蜥的稱呼「leguaan」同樣源自西班牙語「iguana」。

## 物種

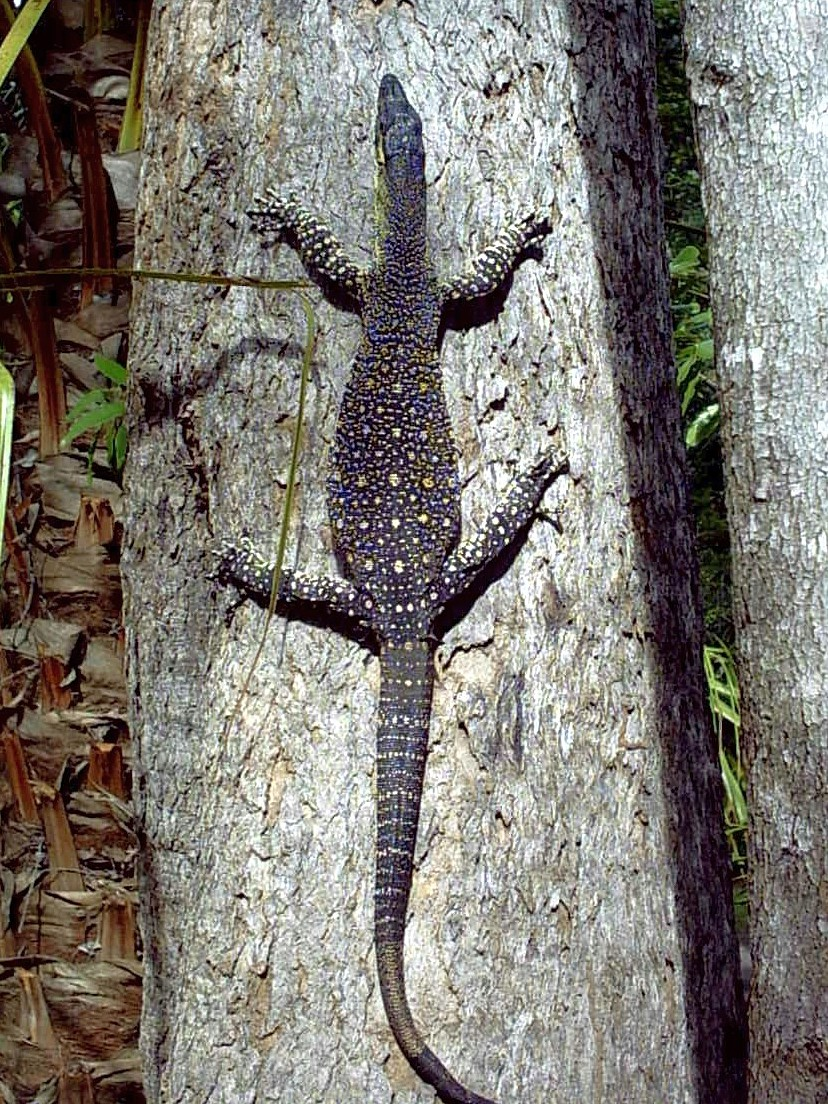
蕾絲巨蜥（V. varius）於拜菲爾德國家公園

以下為澳洲常見物種（「巨蜥」與「監視蜥」在俗名中可互換）：  
- 佩倫提巨蜥
- 蕾絲巨蜥
- 沙巨蜥
- 默滕斯水巨蜥
- 刺尾巨蜥
- 紅樹林巨蜥
- 黑頭巨蜥
- 短尾巨蜥
- 阿古斯巨蜥
- 羅森伯格巨蜥
- 斯賓塞巨蜥
- 斯托爾巨蜥
- 丹皮爾半島巨蜥
- 米切爾水巨蜥
- 金氏巨蜥
- 南皮爾巴拉岩巨蜥
- 黑掌岩巨蜥
- 金伯利岩巨蜥
- 侏儒穆爾加巨蜥
- 鏽色沙漠巨蜥
- 條紋尾巨蜥
- 皮爾巴拉巨蜥
- 黑斑脊尾巨蜥
- 翡翠樹巨蜥
- 樹冠巨蜥

## 棲息地

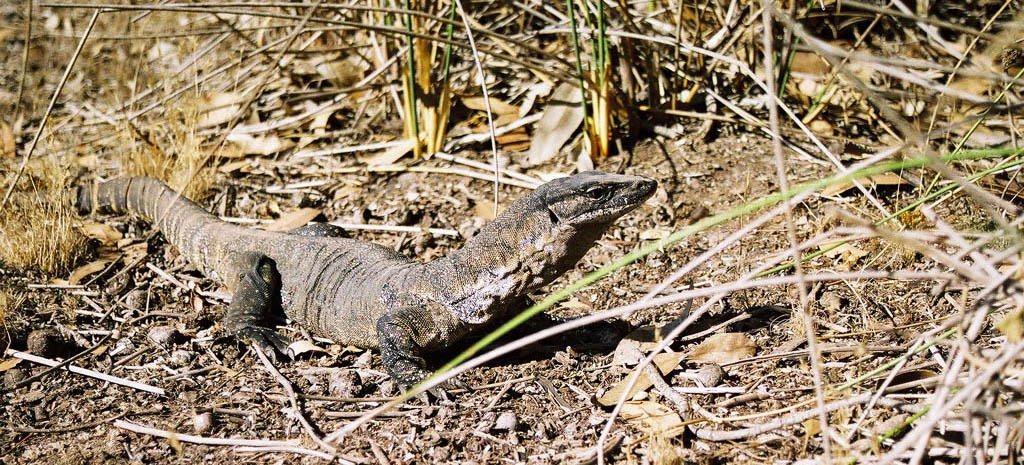
羅森伯格巨蜥於袋鼠島

巨蜥遍佈澳洲各地（除塔斯馬尼亞），能適應多種環境。多數物種擅長攀樹或岩壁，蕾絲巨蜥（體長可達2公尺）是最著名的樹棲物種之一。沿海物種如紅樹林巨蜥適應沼澤環境，默滕斯水巨蜥則特化為水生形態，尾部如槳般協助游泳。  

## 食性
巨蜥食性因物種與棲地而異，獵物包括昆蟲、小型蜥蜴、蛇類、哺乳動物、鳥類與鳥蛋。大型物種如佩倫提巨蜥甚至能捕食幼年袋鼠。所有巨蜥都會食腐，腐肉氣味對牠們有強烈吸引力。

## 與人類的互動

### 衝突
巨蜥通常會避開人類，受威脅時會以後腿快速逃跑、豎起身體膨脹喉囊並發出嘶嘶聲。少數個體因食物誘惑可能失去戒心，當局建議勿在牠們的棲地餵食。極少數案例中巨蜥會造成嚴重傷害，但多數專家認為除非人類先發動攻擊，否則巨蜥不會主動襲擊。原住民獵人視佩倫提巨蜥為高風險但美味的獵物。  
關於巨蜥是否具毒性的爭議持續。過去認為其咬傷導致的持續出血是細菌感染所致，但2005年研究指出巨蜥具有口腔毒腺。巨蜥強壯的尾巴如鱷尾般危險，可能擊倒兒童或犬隻。受驚的巨蜥有時會誤將站立的人類當作樹木攀爬，造成雙方傷害。

### 保護現狀
全澳洲的巨蜥均屬受保護物種。

### 文化與傳說
巨蜥在原住民文化中具有重要地位，既是圖騰、夢世紀故事中的擬人化角色，也是食物來源。其形象常見於原住民藝術，佩倫提巨蜥與小型巨蜥常被視為不同象徵。  
歐洲移民流傳許多關於巨蜥的民間傳說，包括誇大其夜盜羊群甚至擄童的情節。曾有傳說認為巨蜥咬傷會導致傷口每年（或每七年）復發，現已證實是因其唾液中的細菌所致。2005年墨爾本大學研究確認巨蜥具有口腔毒腺。
因巨蜥會捕食毒蛇，傳說認為牠們對蛇毒免疫，但無科學證據支持。另有故事描述牠們透過食用神奇植物或飲用療癒泉水中和毒性（此題材見於班卓·帕特森的幽默詩《強森的解毒劑》）。  
傳統上，原住民將巨蜥油脂作為重要叢林藥劑，殖民時期後也被歐洲移民當作萬靈藥使用。澳洲作家梅·吉布斯的兒童文學《小淘氣與小乖乖》中，巨蜥「蜥蜴先生」是英雄角色，其銅像現立於維多利亞州立圖書館外。迪士尼電影《救難小英雄：澳洲歷險記》的反派角色麥克利奇則飼養名為「喬安娜」的巨蜥。  

### 延伸閱讀
- 哈羅德·科格（1967）《彩色澳洲爬行動物》
- 丹尼斯·金與布萊恩·格林（1999）《巨蜥生物學》
- 唐·安德希爾（1993）《澳洲危險生物》

## 外部連結
- 班卓·帕特森詩作《強森的解毒劑》
- 與澳洲沙漠巨蜥的遭遇（美國國家公共廣播電台）